# Otto Rasch
Emil Otto Rasch (Friedrichsruh, Alemania; 7 de diciembre de 1891 - 1 de noviembre de 1948) fue un Brigadeführer de las SS y criminal de guerra nazi que estuvo al frente del Einsatzgruppe C, que operaba en el norte y centro de Ucrania, en los territorios ocupados del Este, hasta octubre de 1941, durante el Holocausto judío en la Segunda Guerra Mundial.

## Biografía
Rasch nació en Friedrichsruh, en la Alemania Norte. Con un doble doctorado universitario en Derecho y Economía Política se le conocía, de acuerdo con la tradición académica alemana, como "Dr. Dr Rasch".
Trabajó para la Marina Imperial durante la Primera Guerra Mundial, y llegó a alcanzar el grado de teniente, recibiendo la Cruz de Hierro en su Segundo grado por méritos de guerra.
Obtuvo trabajo como abogado en Leipzig y el 1 de octubre de 1931 se alistó en el partido nacionalsocialista alemán NSDAP, con el número de ficha 620976. Dos años más tarde, el 10 de marzo de 1933, se sumó a las SS con el número 107100. Tras la toma de poder de los nazis fue alcalde de Radeberg y de Wittenberg. 
En 1938 fue nombrado jefe de la Gestapo de Frankfurt.
Con la aprobación de Heydrich, organizó la creación del campo de concentración de Soldau entre enero y febrero de 1940, donde los presos políticos podían ser ejecutados en secreto. 
De junio a octubre de 1941 comandó el Eisatzgruppe C, responsable de la masacre de Babi Yar, donde murieron 33.771 judíos de Kiev y otros 60.000 gitanos y comisarios del servicio ruso NKVD, fusilados posteriormente. Por esto recibió la Cruz de Hierro de Segunda Clase. Rasch quedó viudo en 1944.
Por esos crímenes fue apresado al finalizar la guerra en 1945 y acusado formalmente en el Juicio a los Einsatzgruppen; pero en febrero de 1948 fue declarado incapaz de ser sometido a juicio debido a la enfermedad de Parkinson, a causa de la cual murió el 1 de noviembre de ese mismo año.
Rasch hablaba fluidamente el inglés, francés e italiano además de su natal alemán.

## Ficción
Aparece en el libro Las benévolas (Les bienveillantes) de Jonathan Littell.
- Datos: Q60987
- Multimedia: Otto Rasch (SS) / Q60987